# O anthropos me to garyfallo
O anthropos me to garyfallo (Ο άνθρωπος με το γαρύφαλλο, L'home del clavell) és una pel·lícula dramàtica grega del 1980 dirigida per Nikos Tzimas, que tracta sobre l'arrest, el judici i l'execució del comunista grec Nikos Belogiannis i els seus associats el 1951–1952. Va ser inscrit al 12è Festival Internacional de Cinema de Moscou on va guanyar un Diploma Especial. a pel·lícula també va ser seleccionada com a entrada grega per al premi a la millor pel·lícula en llengua estrangera als Premis Oscar de 1981, però no va ser acceptada com a nominada.

## Repartiment
- Alekos Alexandrakis - Ministre Georgios Kartalis
- Angelos Antonopoulos - Tom
- Kostas Kazakos
- Vangelis Kazan - Major Georgios Papadopoulos, membre de la cort marcial o futur dictador
- Petros Fyssoun
- Manos Katrakis -s Prime Minister Nikolaos Plastiras
- Foivos Gikopoulos - Nikos Belogiannis
- Costas Arzoglou
- Anestis Vlahos - Apostolos